# Nick Boynton
Nicholas Carl Boynton est (né le 14 janvier 1979 à Nobleton, Ontario) est un joueur professionnel canadien de hockey sur glace. Il évoluait au poste de défenseur.

## Biographie

### Carrière junior
Joueur des 67 d'Ottawa de la Ligue de hockey de l'Ontario, Nick Boynton est repêché par les Capitals de Washington au 9e rang, premier tour du repêchage d'entrée dans la LNH 1997. Il joue deux nouvelles saisons avec les 67's et remporte avec eux la Coupe Memorial 1999 et est nommé meilleur joueur du tournoi en remportant le trophée Stafford Smythe. Il n'arrive pas à s'entendre sur un contrat avec les Capitals et il est de nouveau admissible au repêchage de la Ligue nationale de hockey puis est sélectionné au 21e rang par les Bruins de Boston au repêchage d'entrée de 1999.

### Carrière professionnelle
Bien qu'étant diagnostiqué du diabète de type 1, cela n'affecte pas sa manière de jouer et il passe professionnel la même année de son deuxième repêchage en jouant la saison 1999-2000 avec les Bruins de Providence, filiale des Bruins de Boston dans la Ligue américaine de hockey. Il fait ses débuts dans la LNH en jouant cinq matchs lors de la fin de la saison avec l'équipe de Boston. C'est lors de la saison 2001-2002 qu'il fait ses débuts officiels avec les Bruins de Boston en jouant 80 matchs en plus d'être nommé dans l'équipe d'étoiles des recrues de la LNH. Il joue de plus le 54e Match des étoiles de la LNH lors de la saison 2003-2004.
Lors de la saison 2004-2005 annulée en raison d'un lock-out, il joue avec les Nottingham Panthers qui évoluent en EIHL au Royaume-Uni. Il reste avec les Bruins jusqu'en juin 2006, alors qu'il est échangé aux Coyotes de Phoenix avec un choix de quatrième tour au repêchage de 2007 contre Paul Mara et un choix de troisième tour. Il joue deux saisons avec les Coyotes avant d'être échangé en juin 2008 aux Panthers de la Floride avec Keith Ballard et un choix de deuxième tour pour 2008 en retour d'Olli Jokinen.
Il joue une saison avec les Panthers puis une autre avec les Ducks d'Anaheim, mais ne finit pas la saison 2009-2010 avec ces derniers, étant transféré aux Blackhawks de Chicago. La même année, il remporte la Coupe Stanley avec cette équipe après qu'ils ont battu les Flyers de Philadelphie 4 matchs à 2 en finale. La saison suivante, soumis au ballotage par Chicago, il est réclamé par ces mêmes Flyers en février 2010, avec lesquels il joue dix matchs. Il annonce sa retraite après la saison.

### Après-carrière
Retraité de sa carrière de joueur, il est nommé analyste des matchs des Coyotes de l'Arizona sur la radio en 2014. En mars 2015, il est accusé de voie de fait après avoir mordu la main d'un agent de sécurité dans un casino à Buffalo.

## Statistiques

### En club
| Saison     | Équipe                 | Ligue      |     | Saison régulière | Saison régulière | Saison régulière | Saison régulière | Saison régulière |   | Séries éliminatoires | Séries éliminatoires | Séries éliminatoires | Séries éliminatoires | Séries éliminatoires |
| Saison     | Équipe                 | Ligue      | PJ  | B                | A                | Pts              | Pun              | PJ               | B | A                    | Pts                  | Pun                  |                      |                      |
| 1995-1996  | 67 d'Ottawa            | LHO        | 64  | 10               | 14               | 24               | 90               | 4                | 0 | 3                    | 3                    | 10                   |                      |                      |
| 1996-1997  | 67 d'Ottawa            | LHO        | 63  | 13               | 51               | 64               | 143              | 24               | 4 | 24                   | 28                   | 38                   |                      |                      |
| 1997-1998  | 67 d'Ottawa            | LHO        | 40  | 7                | 31               | 38               | 94               | 13               | 0 | 4                    | 4                    | 24                   |                      |                      |
| 1998-1999  | 67 d'Ottawa            | LHO        | 51  | 11               | 48               | 59               | 83               | 9                | 1 | 9                    | 10                   | 18                   |                      |                      |
| 1999-2000  | Bruins de Providence   | LAH        | 53  | 5                | 14               | 19               | 66               | 12               | 1 | 0                    | 1                    | 6                    |                      |                      |
| 1999-2000  | Bruins de Boston       | LNH        | 5   | 0                | 0                | 0                | 0                | -                | - | -                    | -                    | -                    |                      |                      |
| 2000-2001  | Bruins de Providence   | LAH        | 78  | 6                | 27               | 33               | 105              | 17               | 0 | 2                    | 2                    | 35                   |                      |                      |
| 2000-2001  | Bruins de Boston       | LNH        | 1   | 0                | 0                | 0                | 0                | -                | - | -                    | -                    | -                    |                      |                      |
| 2001-2002  | Bruins de Boston       | LNH        | 80  | 4                | 14               | 18               | 107              | 6                | 1 | 2                    | 3                    | 8                    |                      |                      |
| 2002-2003  | Bruins de Boston       | LNH        | 78  | 7                | 17               | 24               | 99               | 5                | 0 | 1                    | 1                    | 4                    |                      |                      |
| 2003-2004  | Bruins de Boston       | LNH        | 81  | 6                | 24               | 30               | 98               | 7                | 0 | 2                    | 2                    | 2                    |                      |                      |
| 2004-2005  | Nottingham Panthers    | EIHL       | 19  | 3                | 5                | 8                | 32               | -                | - | -                    | -                    | -                    |                      |                      |
| 2005-2006  | Bruins de Boston       | LNH        | 54  | 5                | 7                | 12               | 93               | -                | - | -                    | -                    | -                    |                      |                      |
| 2006-2007  | Coyotes de Phoenix     | LNH        | 59  | 2                | 9                | 11               | 138              | -                | - | -                    | -                    | -                    |                      |                      |
| 2007-2008  | Coyotes de Phoenix     | LNH        | 79  | 3                | 9                | 12               | 125              | -                | - | -                    | -                    | -                    |                      |                      |
| 2008-2009  | Panthers de la Floride | LNH        | 68  | 5                | 16               | 21               | 91               | -                | - | -                    | -                    | -                    |                      |                      |
| 2009-2010  | Ducks d'Anaheim        | LNH        | 42  | 1                | 6                | 7                | 59               | -                | - | -                    | -                    | -                    |                      |                      |
| 2009-2010  | Moose du Manitoba      | LAH        | 9   | 0                | 4                | 4                | 4                | -                | - | -                    | -                    | -                    |                      |                      |
| 2009-2010  | IceHogs de Rockford    | LAH        | 6   | 0                | 1                | 1                | 18               | -                | - | -                    | -                    | -                    |                      |                      |
| 2009-2010  | Blackhawks de Chicago  | LNH        | 7   | 0                | 1                | 1                | 12               | 3                | 0 | 0                    | 0                    | 2                    |                      |                      |
| 2010-2011  | Blackhawks de Chicago  | LNH        | 41  | 1                | 7                | 8                | 36               | -                | - | -                    | -                    | -                    |                      |                      |
| 2010-2011  | Flyers de Philadelphie | LNH        | 10  | 0                | 0                | 0                | 4                | -                | - | -                    | -                    | -                    |                      |                      |
| Totaux LNH | Totaux LNH             | Totaux LNH | 605 | 34               | 110              | 144              | 862              | 21               | 1 | 5                    | 6                    | 16                   |                      |                      |

## Trophées et honneurs personnels
- 1995-1996 : nommé dans la première équipe d'étoiles des recrues de la LHO.
- 1998-1999 :
  - champion de la Coupe Memorial avec les 67 d'Ottawa.
  - remporte le trophée Stafford Smythe du meilleur joueur du tournoi de la Coupe Memorial.
  - nommé dans l'équipe d'étoiles du tournoi de la Coupe Memorial.
- 2001-2002 : nommé dans l'équipe d'étoiles des recrues de la LNH.
- 2003-2004 : participe au 54e Match des étoiles de la LNH.
- 2009-2010 : champion de la Coupe Stanley avec les Blackhawks de Chicago.